# Rullgardin

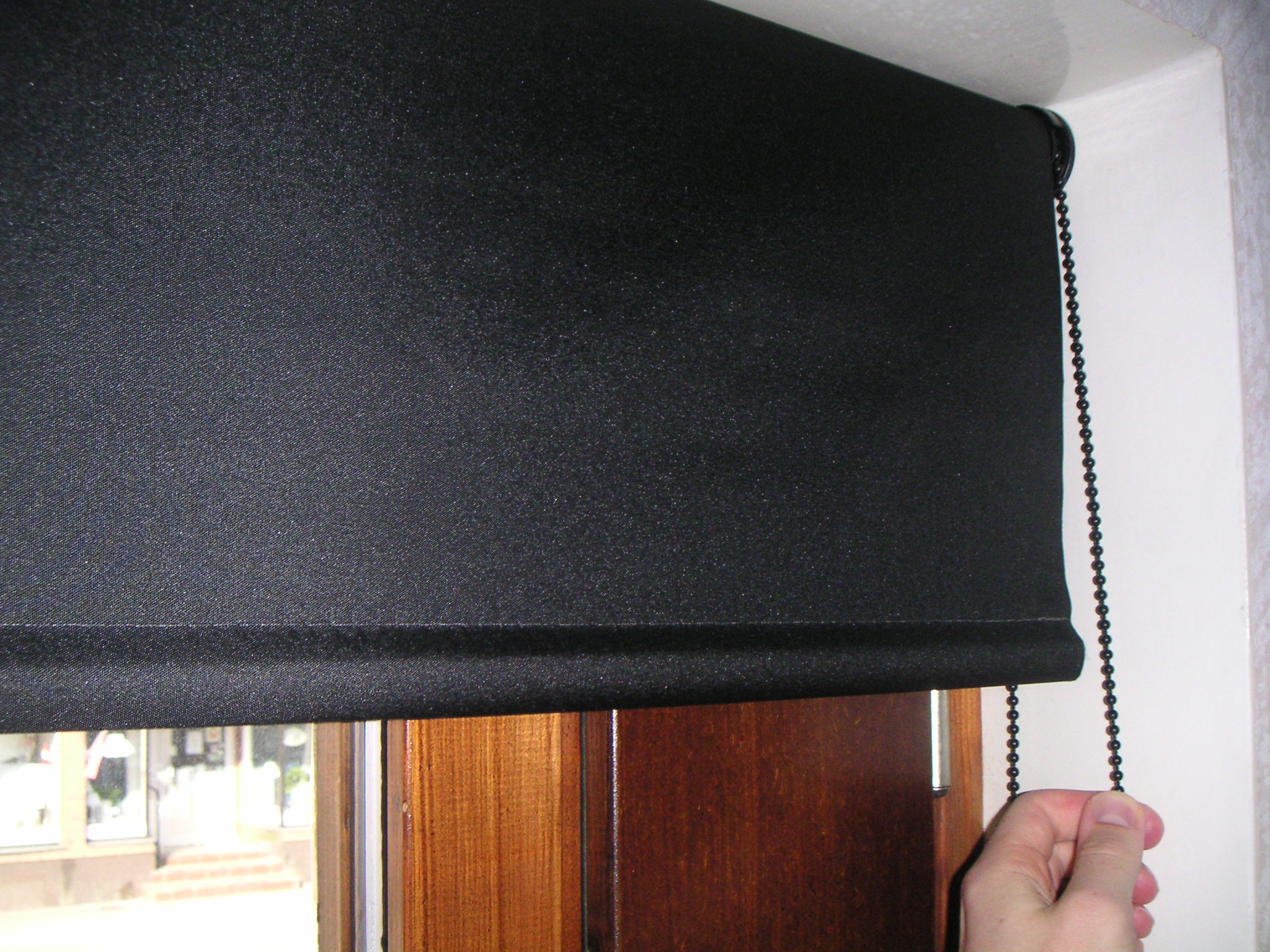
Rullgardin.

Rullgardin är ett av tyg, väv, plast eller liknande rektangulärt (av fönsterstorlek) stycke upprullat på en fjädrande rulle som fästes vid överkanten av fönstrets insida så att det fritt kan rullas ut nedåt.
När man drar ned rullgardinen spänns rullens återfjädringsmekanism så att den rullas upp automatiskt efter användning. Det finns även rullgardiner med annan typ av återgång till exempel elektrisk, manuell (med vev eller snören), m.m. Rullgardinen skall vid användning täcka fönstret så att inget ljus läcker in eller ut. 